# الحركة القومية الجزائرية

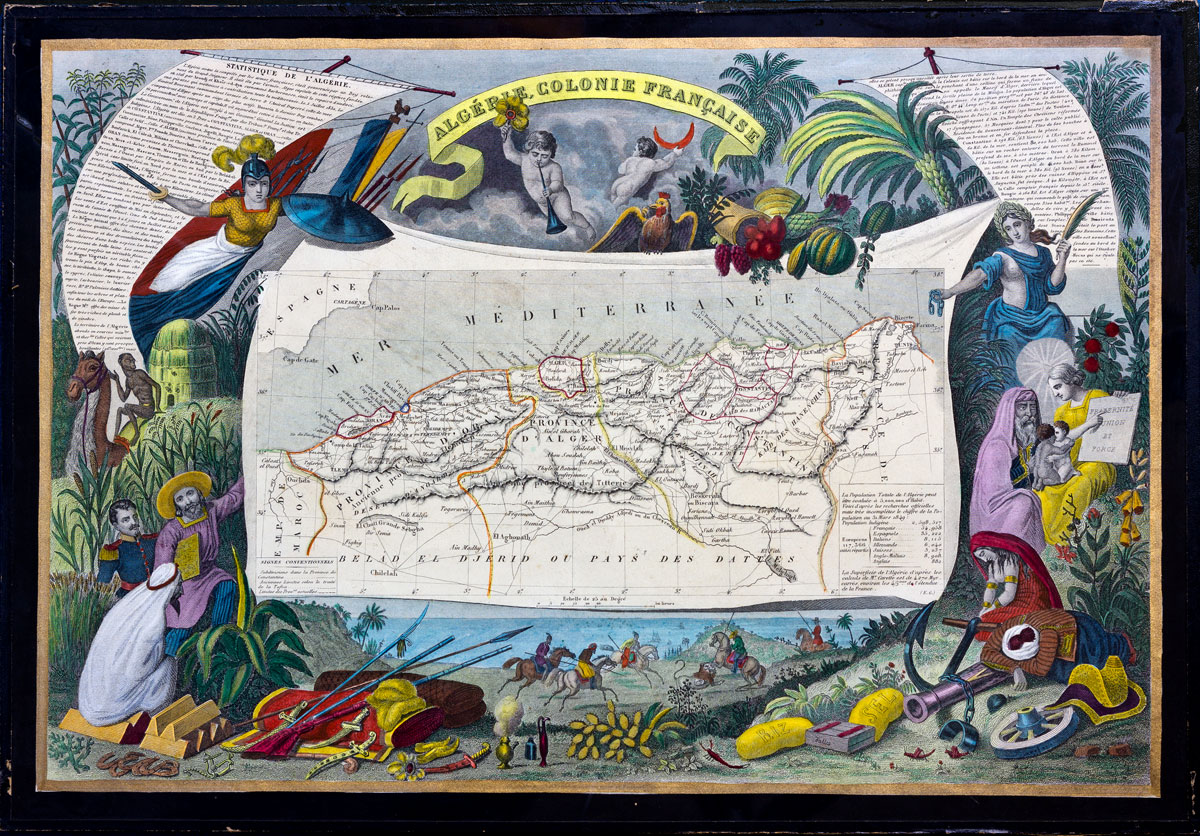
لوحة ليفاسور - فيكتور، الجزائر، المستعمرة الفرنسية (1849)

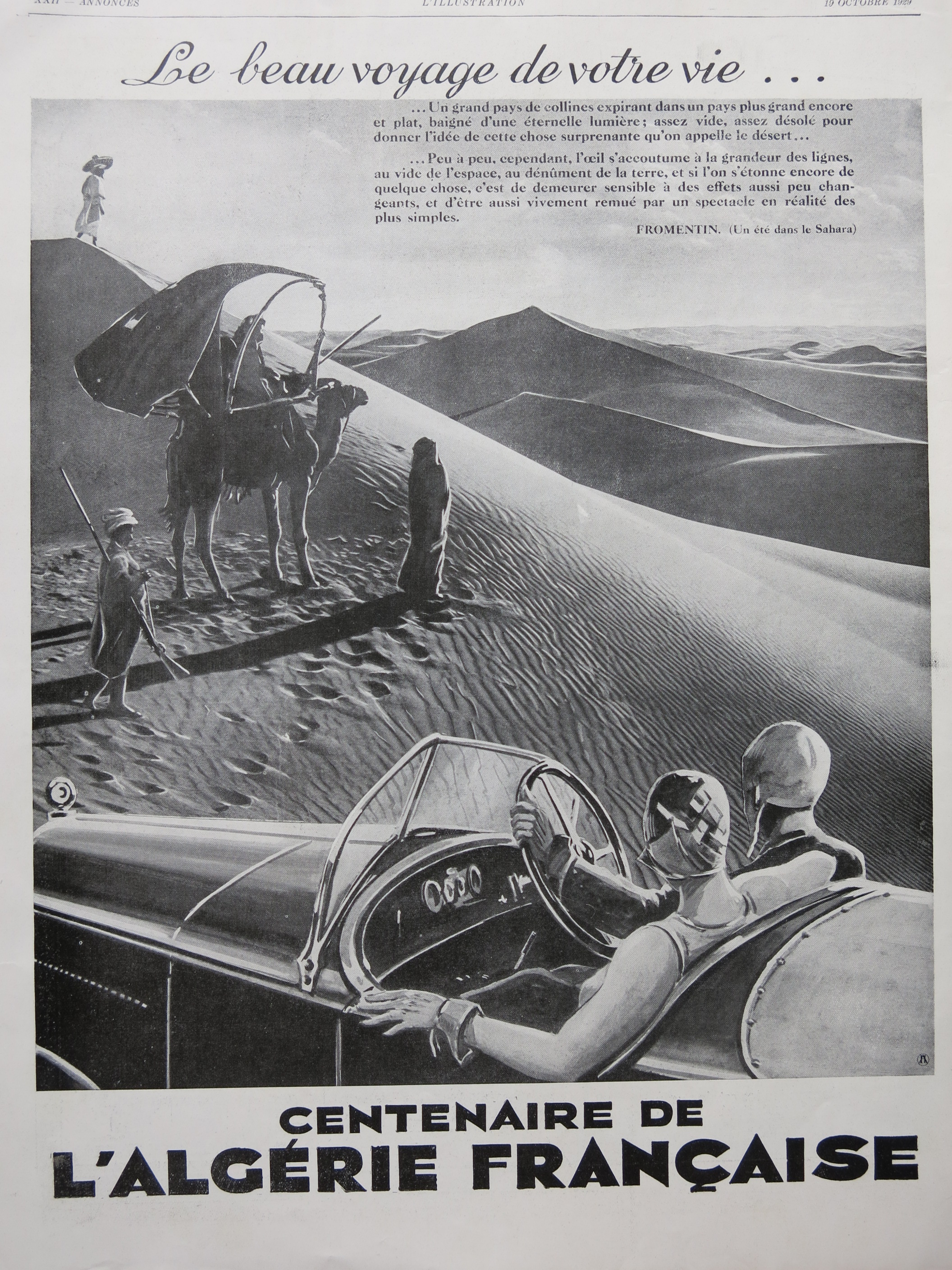
السياحة في الجزائر في الذكرى المئوية للجزائر الفرنسية (1929)

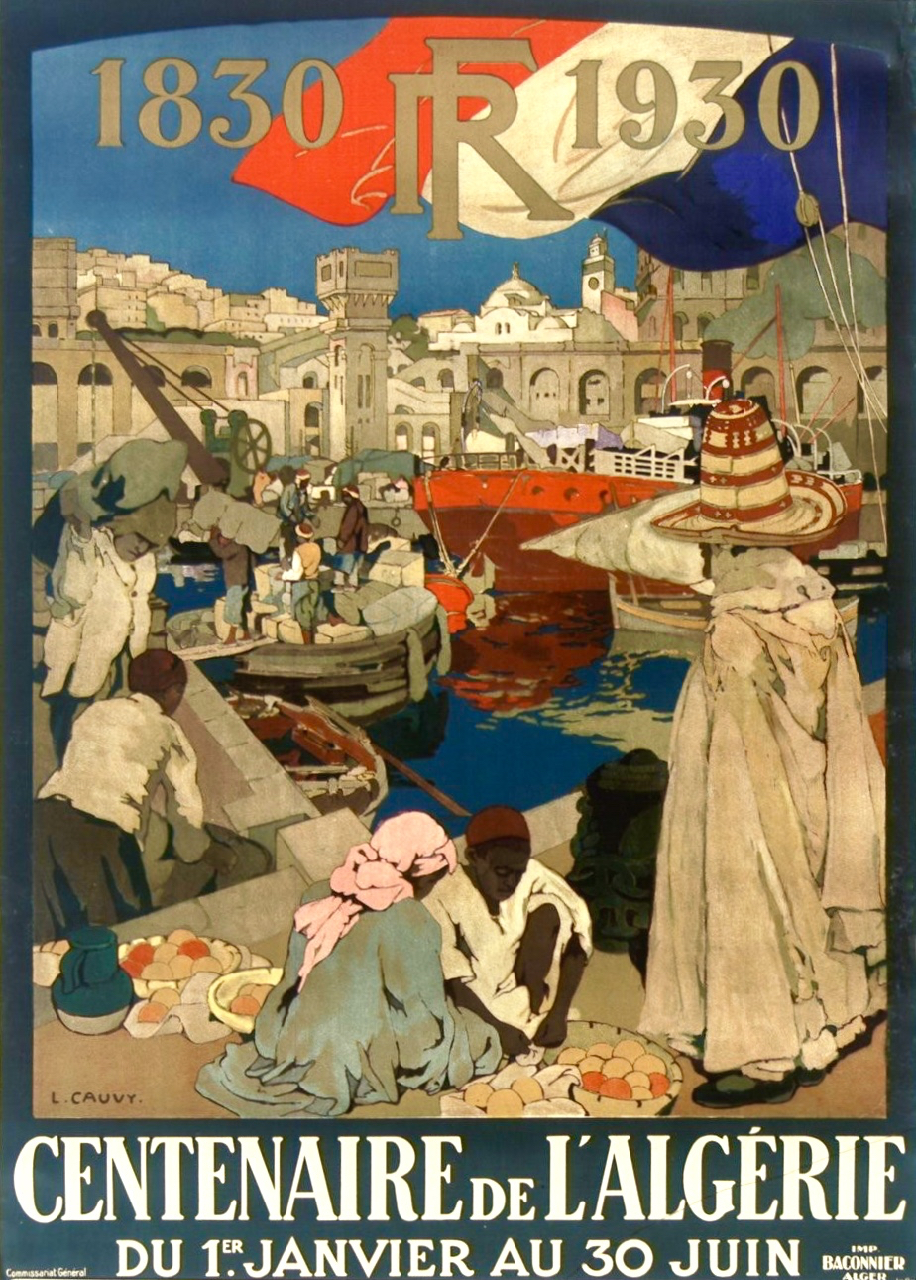
بوستر الذكرى المئوية للجزائر، 1930.

الحركة القومية الجزائرية هي حركة أيديولوجية ولدت في الجزائر في النصف الأول من القرن العشرين، في بيئة اجتماعية وثقافية أوروبية بسبب الاحتلال الفرنسي، تبنتها النخبة الساكنة في الدور الحضرية بشكل رئيسي.
هاته الحركة تختلف عن أي شكل من أشكال المقاومة الجزائرية للاستعمار الفرنسي (المقاومات الشعبية المسلحة قبل عام 1900) أو حتى الحركات القومية الجزائرية ذات الطابع السياسي  ، فهي تعمل دوما ضد القومية العربية الإسلامية أو القومية الأمازيغية المقاومة فكريا للاستعمار مثل: الشباب الجزائري (حركة النهضة، حوالي 1900)، الحركة الوطنية الجزائرية (حوالي 1920)، نجم شمال إفريقيا (1926)، جمعية العلماء المسلمين الجزائريين (1931)، القومية المغاربية، الحزب الشيوعي الجزائري (1936)، حزب الشعب الجزائري (1937))، أصدقاء البيان والحرية (1944)، حركة انتصار الحريات الديمقراطية (1946)، الاتحاد الديمقراطي للبيان الجزائري (1946)، جبهة التحرير الوطني (1954).

## سياق واسم الحركة

### الجزائر وسياق الحركة
مصطلح قومية جزائرية مشتق من الاسم "الجزائر"، الذي منحته له الجزائر العاصمة لسائر البلاد خصوصا أنها كانت عاصمة إيالة الجزائر , القوميين الجزائريون العرب والأمازيغ يرون أن الكلمة تعود للحاكم بلقين بن زيري مؤسس السلالة الزيرية الجزائرية حاكمة بلاد المغرب العربي.
تطور اسم الجزائر على النحو التالي: إيالة الجزائر (1516-1830)، «الأراضي الفرنسية في شمال إفريقيا» (1830-1839)، ثم لتصبح «الجزائر» (من 14 أكتوبر 1839 بمرسوم من الملك لويس فيليب الأول) شخصيا.
بين عامي 1890 و 1930 كان ميزان الهجرة الجزائري نحو أوروبا مرتفعًا بسبب البحث عن ضروف حياة أفضل اِعتبر هؤلاء المهاجرين انفسهم مدافعين على قوميتهم الجزائرية , نفس الظاهرة تبناها المعمرين الأوروبيين في الجزائر حيث اعتبرو أنفسهم مدافعين عن قوميتهم الجزائرية حسب رأيتهم وصياغتهم لها .
في عام 1930 كان الاحتفال بالذكرى المئوية للجزائر ، الذي كان من المتوقع أن يتم تحويله عن طريق التكريس لاحتفال ترويجي لفكرة الجزائر الفرنسية خصوصا بث أغنية البجعة هاذا الحدث كان تمامًا مثل المعرض الاستعماري الدولي (باريس 1931) حيث تم بث أغنية البجعة , راجع المعارض الاستعمارية وعموم الإمبراطوريات الاستعمارية الغربية في العصر الحديث.

### جزائريون
الكلمة "جزائري" مشتقة من اسم الجزائر وبالتالي من الجزائر العاصمة لم يعترف به من قبل السلطات خلال استعمالاته الأولى لاكن سرعان ما أصبح مصطلحًا صالحا للاستخدام لعموم الجزائريين عربا أو أمازيغا أو معمرين أوروبيين , بالتالي فإن الفرنسيين الذين وصلوا إلى الجزائر يصنفون أنفسهم بعيدًا عن الوعي أو المعرفة بالهوية الجزائرية , بعدهم عن هاذا الوعي بالهوية كان كتمييز ثقافي لأنفسهم عن السكان الأصليين أو المدرجين إداريا ضمن قوانين الانديجينا، خدمة شؤون السكان الأصليين في شمال إفريقيا (1925-1945) (التجنيد الإجباري) , سواء أكان واعيًا أم لا فإن غياب الهوية لدى الأوروبيين ينذر بانعكاس الهوية الجزائرية على الساكنة الأصلية فقط.
كان المصطلح «جزائري» من 1830 إلى 1880 مع أو بدون دلالة سياسية يشهد على ارتباط أقلية مستوردة بـ «أرض», كان الفرنسيون ينظرون إلى المنطقة على أنها جديدة (بدون شعب أصلي) وقديمة بسبب تاريخها الروماني فقط ، على أي حال دون الإشارة كثيرًا إلى السكان المحليين القدامى أو الغالبية العظمى من السكان إن موضوع حداثة الشعب «الجزائري» حاضر في تصنيف الحركة القومية الجزائرية ، هاته النضرة إلى حد ما تشبه النظرة الأوروبية للأمة الأمريكية في الولايات المتحدة حوالي عام 1845 . ترجم مصطلح «جزائري» لاستيعاب المهاجرين بشكل رئيسي من جنوب أوروبا : الإسبان والإيطاليون (الصقليون وسردينيا) والمالطيون واليونانيون والشرقيون والفرنسيون عاش اليهود (تحت وضع الذمي) في الجزائر لعدة قرون, في عام 1870 أصبحوا مواطنين فرنسيين بموجب مرسوم كريميو ومنذ ذلك الوقت فصاعدًا شاركوا رسميًا في بوتقة الانصهار في القومية الجزائرية المحدثة. نحن الآن بعيدون عن مشروع نابليون الثالث بعد مذبحة دمشق (1860) وتدخل الأمير عبد القادر في المنفى واقتراحه لـ «مملكة عربية» في الجزائر تضمن «المساواة الكاملة بين السكان الأصليين والأوروبيي»  (الجزائر للجزائريين (1861)، الجزائر الفرنسية: السكان الأصليون والمهاجرون (1870))، إميل ماسكراي (1843-1894).
اشتهرت سنوات الغزو 1830-1850 بـ " تفاقم العنف (غزو فرنسا للجزائر). طالب بعض البرلمانيين الفرنسيين بالتأكيد بـ " حرب الإبادة "، ناقش علماء الأنثروبولوجيا إمكانية انقراض "الشعب الجزائري"، كما هو الحال بالنسبة لأي سكان أصليين (في الأراضي المستعمرة)، وفقًا لداروينية اجتماعية على غرار هربرت سبنسر. ومع ذلك، فإن الدولة الاستعمارية الفرنسية، على الرغم من حملات القمع العنيفة و/أو الترهيب، لم تطور سياسة إبادة السكان بل سمحت بمصادرة الأراضي لإقامة المستوطنات ونظر إلى السكان الأصليين على أنهم قوة عاملة محتملة خادمة الدولة الفرنسية.
نال السكان الاصليون اسم «جزائري» لكن غالبا أشير اليهم بمصطلح «جزائري»  ، بدأت أعمال لطمس هويتهم من عام 1830 : إنشاء المكاتب العربية (1844)، «اعطاؤهم تسمية مواطنون فرنسيون محميون»، مدارس السكان الاصليين، بناء بنية تعليم بالجزائر الفرنسية، إنشاء غرف عمل محلية، افتتاح خدمة شؤون السكان الأصليين بشمال إفريقيا (1925-1945)، افتتاح الحمامات مغاربية (حمام)، المقاهي المغاربية.
حدد Sénatus-Consult بتاريخ 14 يوليو 1865 للإمبراطور نابليون الثالث الوضع المدني للمسلمين (الوضع القانوني لسكان الجزائر الأصليين): «المسلم الأصلي فرنسي، ومع ذلك، سيظل محكومًا بالقانون الإسلامي.»، تحديدًا أن المسلمين الذين يرغبون في التمتع بحقوق المواطنين الفرنسيين  يمكنهم القيام بذلك بناءً على طلبهم من خلال التخلي عن أحوالهم الشخصية القرآنية. إلا أن التنازل عن القرآن الكريم اعتبر ردة. (أي التوقف عن التعامل بكافة القوانين الإسلامية من زواج وميراث والالتزام بالقوانين المحلية)
بالنسبة لهؤلاء الفرنسيين من غير المواطنين، فإن العنصرية في فرنسا خلال الفترة الاستعمارية هي حقيقة واقعة: العنصرية بدءا من الهتافات العنصرية ضد الأشخاص من شمال إفريقيا (أو شمال إفريقيا)، وصولا إلى العنصرية ضد المهاجرين نحو فرنسا , لم يتم تقبل المسلمين الفرنسيين بتاتا...

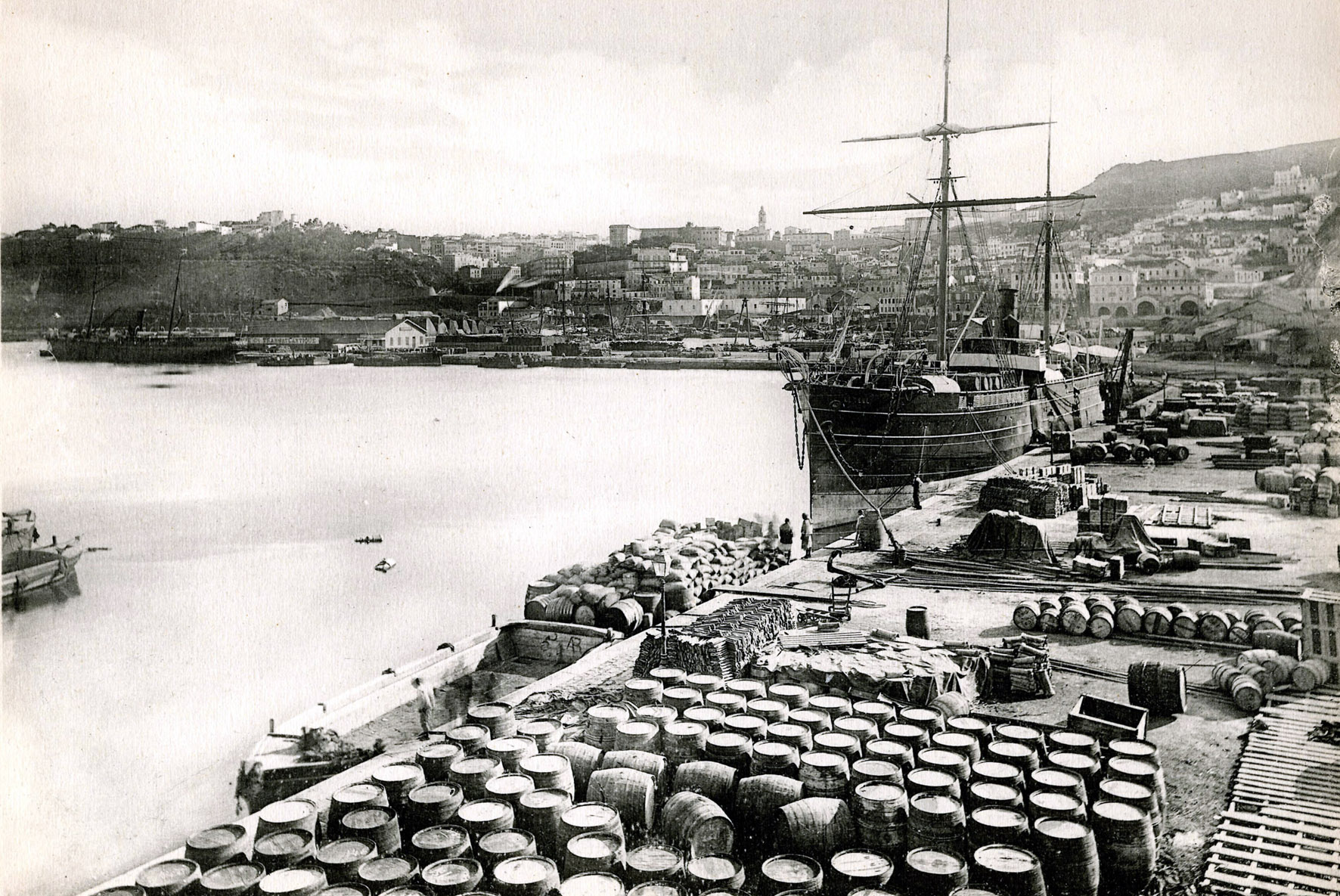
ميناء وهران في بداية العشرين

في القرنين التاسع عشر والعشرين عاد بعض من التقدم الفرنسي الاجتماعي والتقني والعلمي والفني والبشري بالفائدة على بعض السكان الجزائريين فوفقًا للخيارات السياسية المتغيرة ولا سيما في الأقسام الإدارية المتخصصة المتأخرة (1955) . كان كل ذلك في إطار الجزائر المستعمرة خلال 130 عامًا من الأمة الفرنسية لهاذا تم بناء البنى التحتية الفرنسية بشكل كبير بالجزائر دون سواها من باقي المحميات الفرنسية  يعمل الأطباء  والمعلمون الأوروبيين  في الجزائر تحت تسمية "مواطن جزائري فرنسي". كما واصل المؤرخون وعلماء الآثار والمستكشفون بعملهم , يمكن أن نقتبس من مقولتهم في المجلة الأفريقية (1837-1838) و (1856-1962) "الا ان اغلب ما فعلته السلطات الاستعمارية كان مخصصا للمستعمرين دون غيرهم وان كان لدى السكان الجزائريين توفر بسيط على ما توصلت اليه أوروبا من تكنولوجيا فانه وقع في أواخر الاستعمار ويندرج غالبا ضمن سياسة «الاغراء» التي انتهجتها فرنسا لإسقاط الثورة الجزائرية أو ما اسمته هي تمردا"

### حركة جزائرية
للجزائر تراث قديم وثقافة كبيرة تأثر بها حتى المستعمرون الأوائل خصوصا أنهم لم يتقبلو فكرة وجود مجتمع اسلامي متعلم أكثر من مجتمعهم الفرنسي   لاكن رغم ذالك تم اعتبارها دولة جديدة وقعت تحت يد الامبريالية الفرنسية ولذالك يجب بناؤها وتطويرها.
تعود أصول الحركة الجزائرية إلى القرن العشرين فأول ظهور للصفة المشتقة " قومي جزائري "يعود تاريخها إلى عام 1911 ، الذي كتبها ابن العاصمة روبرت رانداو المولود عام 1873 من عائلة من المستوطنين. روايته الأولى جزائري بعنوان Les Colons (المستوطنون) نُشر عام 1907 يمكن اعتباره مقدمة للحركةيعكس هذا الكتاب رؤية المؤلف التقدمية والتطلعية لجزائريته الفرنسية.
هذه الرواية من إعداد ماريوس-أري لوبلوند: " إنه الاختبار الأول لتشكيل عقلية جزائرية واعية لتكوينها وطوعية وصقل القومية الجزائرية». من هذا الاقتباس يطرح سؤال الهوية الجزائرية واستقلالها عن الهوية الأوروبية التي يراها الأب الروحي للقومية الجزائرية.
عقد الكاتبان روبرت رانداو وجان بومير لقاءً وديًا كان روبرت رانداو مسؤولا استعماريا بينما كان جين بومير المولود في تولوز عام 1886 أول من استخدم مصطلح "الحركة الجزائرية ويعتبر مؤسس الحركة: أسس سنة 1921 جمعية الكتاب الجزائريين والمجلة الأدبية أفريك.
في عام 1921 حدد روبرت رانداو ماهية القومية الجزائرية في مختاراته المؤلفة من ثلاثة عشر شاعرًا أفريقيًا («الأفارقة» هنا تعني «الجزائريين»). يمكن اعتبار هذه الكتابة بمثابة بيان. يوصف الشعب الجزائري بـ «شعب فرانكو أمازيغي» يتضاءل تأثير الدين مع مرور الزمن بالنسبة لرانداو وأصدقائه هذا الشعب الفرنسي الأمازيغي الصديق «ستكون له لغة وحضارة فرنسية» بمعنى ان الامازيغ سينسون دين الإسلام ويندمجون في فرنسا هاذا أمر سيثبت الامازيغ انفسهم انه خاطئ والرد سيكون بعد أقل من قرن في جبال الأوراس.

## الاستشراق والجهوية والحنين إلى الماضي في الحركة القومية الجزائرية

### مسالة الاستشراق
في الرسم وخاصة في الأدب، تم إنشاء ثقافة جديدة.
منذ عام 1830 قام الكتاب الأوربيين بزيارة الجزائر  لا سيما تيوفيل غوتيه (1845 و 1862) وإرنست فيديو في صيف عام 186 استحضر يوجين فرومنتين من الجزائر العاصمة في عمله الذي نشر سنة في الساحل عام 1859 في الشمس (1884) يصف موباسان المدينة بشكل شاعري أبرز فيه السحر الذي تملكه الجزائر ,هاذا السحر الذي يجذبه كابن للبلد ، حيث جعل الشخصية تقول «يا لها من بلد يا عزيزي! ما أجمل الحياة هناك! هناك شيء مميز ولذيذ في الراحة! كيف تصنع هذه الليالي للحلم!».
عندها عرفت الجزائر العاصمة الروح الاستشراقية. ومع ذلك، فإن هذا الاستشراق الغريب يعتبر سطحيًا من قبل جان بومير الذي استنكر «ثالوث النخلة الجارية العربية والإبل» بالنسبة للأمة للجزائرية فهو حسب تفكيره يمشي فوق أرض متوسطية لاشيئ غير ذالك. عارض القوميون الجزائريون الصورة النمطية للجزائر التي انتجها الكتاب والفنانين الذين لا يعيشون هناك استخدموا كليشيهات استشراقية رخيصة.

### مسألة الجهوية
يسمح "الدستور التقدمي للعقلية الجزائرية" بوجود الحركة في الفن والأدب نُشرت Les Colons في عام 1907، وLes Algeristes في عام 1911، وCassard le Berbère التي نُشرت في عام 1926، وDiko، شقيق الساحل في عام 1929، يُنظر إليها (من قبل القراء الفرنسيين الجزائريين) على أنها " روايات الوطن الجزائري ". دعا روبرت رانداو إلى " الاستقلالية الجمالية ". استنادًا إلى حقيقة " الناس في التكوين»، كتب أن« الإنسان وظيفة الآفاق التي تحيط به ». إداري مدني، قضى روبرت رانداو معظم حياته المهنية في أفريقيا جنوب الصحراء الكبرى: اقام في داكار وتمبكتو وكذلك في الصحراء الموريتانية. عمله وحركته، اللذان لا يقتصران على الجزائر، يفسران سبب حمله للقبه بـ " كيبلينج أفريقي ".

### الحنين إلى الماضي
كان الكاتب لويس برتران الذي يعتبر سلفًا للقوميين الجزائريين الأوروبيين يملك مشاعر حنين بشكل خاص عندما غادر الجزائر وتوجه إلى العاصمة الفرنسية والتحق بالأكاديمية الفرنسية. طور أطروحة لاتينية أعيد اكتشافها بعد قرون مظلمة، ورأى في الاستعمار الحديث ذكريات الماضي القديم، تمجيدًا «الأجيال الميتة».
دون إنكار الماضي الروماني لل المدن الذهبية  »، انشغل القوميون الجزائريون في نفس اوقت ببناء العصر المعاصر أكثر من تذكر الماضي.
وهكذا، فإن مسألة الجهوية والاستشراق والحنين إلى امجاد الماضي هي عوامل ثانوية في الأعمال الجزائرية.